# Regina José Galindo
Regina José Galindo, née à Guatemala, en 1974, est une poétesse, écrivaine et artiste militante guatémaltèque, spécialisée dans les performances, dont l'oeuvre se caractérise par un contenu politique et critique, mis en scène à travers son propre corps, qu'elle utilise comme outil de confrontation et transformation sociale. En 2005, elle reçoit le Lion d'Or des moins de trente-cinq ans, lors de la 51e Biennale de Venise, puis le Prix du Prince Claus, en 2011.

## Biographie
Regina José Galindo naît en 1974, à Guatemala,. Elle grandit dans une famille de classe moyenne, où les questions liées à la politique et la guerre civile guatémaltèque ne sont jamais abordées. Dans sa jeunesse, elle fréquente une école de secrétariat, puis collabore avec des entreprises de publicité, où elle apprend à associer naturellement les images aux mots. Son travail de poétesse se développe et conduit, en 1996, à la publication de son premier recueil.
Elle vit et travaille à Guatemala.

## Carrière artistique

### Influences
La trajectoire artistique de Regina José Galindo est marquée par le conflit armé guatémaltèque qui s'est déroulé entre 1960 et 1996 et a entrainé le génocide de plus de 200 000 victimes, dont de nombreux autochtones, paysans, femmes et jeunes filles. Elle commence sa carrière artistique par la poésie et le dessin, abordant le monde de l'art contemporain aux côtés d'autres artistes, en particulier Jessica Lagunas et Maria Adela Días, puis se spécialise dans l'art de la performance, notamment grâce à l'influence de son ami Aníbal Lopez (également connu sous le nom de A-1 53167). 

### Thématiques
Poétesse et artiste spécialisée dans la réalisation de performances, son œuvre se caractérise par un contenu explicitement politique et critique, mis en scène à travers son propre corps, utilisé comme outil de confrontation et transformation sociale. Avec son travail, Regina José Galindo dénonce la violence, le machisme — plus particulièrement le féminicide —, les canons de beauté occidentaux, la répression de l'État et l'abus de pouvoir, notamment dans le contexte guatémaltèque, bien que son langage dépasse les frontières. Son travail explore les implications éthiques universelles des injustices sociales liées aux abus raciaux, sexuels et discriminants, impliqués dans les relations de pouvoir inégales opérant dans notre société actuelle.
Au début de sa carrière, elle n'utilise que son propre corps, qu'elle emmène parfois dans des situations extrêmes, pour ensuite interagir avec des volontaires ou des personnes engagées, perdant ainsi le contrôle de l'action.

### Performances
En 1999, lors de sa performance, intitulée Lo voy a gritar al viento, Regina José Galindo met pour la première fois en scène son propre corps en tant que principal protagoniste de son travail. Suspendue à un pont de la ville de Guatemala, elle récite les vers de ses poèmes pour dénoncer les atrocités liées aux abus politiques dont ont été victimes de nombreuses femmes dans son pays.
En 2001, durant la performance intitulée No perdemos nada con nacer, proposée dans le cadre du Festival de Performance Ex Teresa Arte Actual de Mexico, elle est déposée dans une décharge municipale, enfermée dans un sac en plastique transparent, sur lequel est inscrit la phrase Como un despojo humano, soy cololocada en el basurero municipal de Guatemala (« En tant que déchet humain, je suis placé dans la décharge municipale du Guatemala »).
Durant la performance Proxémica, réalisée en 2003 au Costa Rica, Regina José Galindo s'enferme pendant un jour et une nuit dans un cubicule fait de blocs de ciment, plaçant elle-même le dernier bloc à l'intérieur, pour ensuite en sortir ensuite à l'aide d'un marteau et d'un burin.
En 2003, elle présente l'une de ses œuvres les plus connues : ¿Quién puede borrar las huellas ?, une performance réalisée dans les rues de la capitale guatémaltèque, en mémoire des victimes du conflit armé et en signe de rejet de la candidature présidentielle de l'ex-militaire, génocidaire et putschiste Efraín Ríos Montt. Vêtue de noir, elle marche pieds nus dans les rues, portant un seau blanc rempli de sang humain, de la Corte de Constitucionalidad au Palacio Nacional de Guatemala. De temps en temps, elle trempe ses pieds dans le seau, laissant une traînée d'empreintes sanglantes dans les rues de la ville de Guatemala, symbolisant les empreintes des milliers de civils tués par l'armée pendant les années de guerre et de répression. Par cette action, Regina José Galindo maintient la mémoire vivante face à l'oubli et à l'impunité de l'histoire récente du Guatemala.
En 2005, Regina José Galindo remporte le Lion d'or de la 51e Biennale de Venise, avec sa vidéo Himenoplastia, dans laquelle elle est filmée pendant une opération chirurgicale de reconstruction de son hymen. Elle demande également au chirurgien de resserrer son vagin, une opération illégale mais courante pour reconstituer la « virginité » d'une femme. Cette œuvre avait préalablement reçu un accueil très hostile lors de sa première édition, l'année précédente, au Guatemala.
Dans Limpieza Social, proposé en 2006, à la Galleria Civica Nazionale de Trente, en Italie, elle reçoit un bain avec un tuyau utilisé pour dissoudre les manifestations.
En 2007, sa performance Mientras, ellos siguen libres, exprime et dénonce la souffrance des femmes, souvent enceintes, violées par l'armée guatémaltèque. Deux ans plus tard, en 2009, dans Perra, elle grave avec un couteau le mot « perra » (« chienne ») sur sa jambe, pour dénoncer les corps de femmes guatémaltèques retrouvés torturées, le corps marqué par des inscriptions similaires.
En octobre 2009, Exit Art propose son travail à travers une exposition individuelle, dans le cadre de sa série SOLO et de son programme Performance in Crisis.
En 2018, elle participe à l'exposition collective La NO Comunidad, installée au CentroCentro, à Madrid, qui se présente comme un essai sur la solitude et interroge l'idée de communauté,.
Le 8 mars 2018, à Madrid, elle organise l'action La Manada, en réponses aux violences sexuelles perpétrées en Espagne, en 2016, par la bande nommée La Manada, et au cri collectif de sororité qui déclenche des mouvements comme #YoSiTeCreo.

### Résidences
Regina José Galindo effectue des résidences au Plateau, en 2005 à Paris ; à Artpace, en 2008 à San Antonio au Texas ; au Château Třebešice, en 2009, en Tchéquie.

### Récompenses
En 1998, Regina José Galindo reçoit le Premio Unico de Poesía de la Fondation Myrna Mack, au Guatemala, pour son recueil de poèmes Personal e intransmisible. En 2005, elle reçoit le Lion d'or de la Biennale de Venise en 2005, dans la catégorie « artistes de moins de trente-cinq ans », pour sa vidéo Himenoplastia.  En 2011, le jury de la 29e Biennale des arts graphiques de Ljubljana lui a décerne le Grand Prix pour les œuvres : Confesión, produite en 2007. La même année, elle est récompensée par le Prix du Prince Claus. 

## Poésie
Son recueil poétique Personal e Intransmisible est publié en 1996 par la Fundación Coloquia. En 2015, Telarañas est publié par la maison d'édition El Pensativo. Ses nouvelles et ses poèmes sont également publiés dans des magazines et des anthologies.

## Principales oeuvres

### Performances
- 1999 : Lo voy a gritar al viento
- 1999 : El Cielo llora tanto que debería ser mujer
- 2000 : Sobremesa
- 2001 : No perdemos nada con nacer
- 2001 : Angelina
- 2003 : ¿Quién puede borrar las huellas?
- 2004 : Himenoplastia
- 2004 : El peso de la sangre
- 2005 : (279) Blows
- 2005 : Perra
- 2006 : Tanatosterapia
- 2006 : Corona
- 2007 : Mientras, ellos siguen libres
- 2007 : 150 000 Voltios
- 2007 : Confesión
- 2010 : Caparazón
- 2011 : Alarma
- 2011 : Marabunta
- 2012 : Piel de gallina
- 2014 : Tierra
- 2014 : Exhalación (Estoy Viva)
- 2015 : Estoy Viva
- 2015 : Raíces
- 2016 : La Intención
- 2017 : El Objetivo
- 2017 : La Sombra
- 2017 : Presencia

### Expositions individuelles
- Du 31 janvier 2009 au 29 mars 2009 : The Body of Other, Modern Art Oxford, Oxford, Grande-Bretagne[16]
- Novembre 2013 à avril 2014 : Retrospectiva, El Nuevo Museo, Guatemala City, Guatemala
- 2014 : Estoy Viva, Padiglione d'Arte Contemporanea, Milan, Italie[17]
- Du 10 septembre 2015 au 25 octobre 2015 : Bearing Witness, Van Every / Smith Galleries at Davidson College, Davidson, Caroline du Nord, États-Unis[18]
- Du 15 novembre 2015 au 13 janvier 2016 : Mazorque, Prometeogallery di Ida Pisani, Milan, Italie[19]
- Du 23 septembre 2017 au 23 janvier 2018 : El Objetivo, Proyectos Ultravioleta, Guatemala (Guatemala)
- Du 23 janvier 2018 au 31 mars 2018 : SOS, Prometeogallery di Ida Pisani, Milan, Italie[20]
- Du 9 février 2019 au 16 juin 2019 : La Sombra, Picket Family Video Gallery, Herbert F. Johnson Museum of Art, Cornell University, Ithaca, New York, États-Unis[21]

### Expositions collectives
- 2008 : NeoHooDoo : Art for a Forgotten Faith, avec Tania Bruguera et Jimmie Durham, MOMA PS1
- 2020 : Visibilities: Intrepid Women of Artpace, Artpace, San Antonio[22]

### Œuvres exposées

#### Musées

##### Angleterre
- Tate Modern, Londres, Angleterre

##### Costa Rica
- Musée d'art contemporain, San José, Costa Rica, MADCO

##### Espagne
- Consejería de Murcia, Espagne
- Fundación Mallorca, Espagne
- Museo Extremeño e Iberoamericano de Arte Contemporáneo, Meiac, Espagne

##### États-Unis
- Musée d'Art Blanton, Austin, États-Unis
- Collection Cisneros Fontanals, Miami, États-Unis
- Pérez Art Museum, Miami, États-Unis
- Museum of Modern Art, New York, États-Unis
- Musée Solomon R. Guggenheim Museum, New York, États-Unis
- Essex, Université de Princeton, États-Unis

##### Hongrie
- MMKA, Budapest, Hongrie

##### France
- Centre national d'art et de culture Georges Pompidou, Paris, France

##### Italie
- Fondazione Teseco, Pise, Italie
- Fondazione Galleria Civica, Trente, Italie
- Château de Rivoli, Musée d'art contemporain, Turin, Italie

##### Suisse
- Collection Daros Latinamerica, Zurich, Suisse
- UBS Art collection, Zurich, Suisse

#### Villes
New York, Vancouver, Madrid, Vitoria, Palma, Milan, Paris, Prague, San José, Caracas, Miami, Las Palmas de Grande Canarie, Bordeaux, Berlin, Oxford, Palerme, Auckland, Bogota, Santiago, Guatemala, Mexico, Saint-Domingue, Dubaï, Londres, Budapest, Sao Paulo et Dublin.

## Publications

### Poésie

#### Ouvrages
- 1996 : (es) Regina José Galindo, Personal e intransmisible, Guatemala, Fundación Coloquia, 1996, 79 p.
- 2008 : (es) Regina José Galindo, Textos, Antigua Guatemala, Museum voor Moderne Kunst Arnhem. Paises Bajos, 2008
- 2015 : (es) Regina José Galindo, Telarañas, Antigua Guatemala, Del Pensativo, 16 novembre 2016, 124 p. (ISBN 978-9929-670-02-0)
- 2020 : (mul) Regina José Galindo (trad. Laurent Bouisset), Rage / Rabia, Nyons, Éditions des Lisières, 5 octobre 2020, 88 p. (ISBN 979-1096274222)

#### Anthologies
- 1998 : (es) Aida Toledo, Para conjurar el sueño, Guatemala, 1998
- 1999 : (es) Aida Toledo et Anabella Acevedo, Tanta Imagen Tas la Puerta, Guatemala, Universidad Rafael Landívar, 1999, 96 p.
- 2007 : (es) Catorce Mujeres, Mujeres que cuentan: Antología de cuentos, Narratio Aspectabilis Sa De Cv, 2007, 239 p. (ISBN 9786079662455)
- 2001 : Voces de post-guerra
- 2004 : (es) Myron Alberto Avila, Mujer, Cuerpo y Palabra, Guatemala, Torremozas, 2004, 304 p. (ISBN 9788478393251)

## Prix et récompenses
- 1998 : Prix unique de la Poésie, Fundación Myrna Mack, Guatemala
- 2005 : Lion d'Or, 51e Biennale de Venise, dans la catégorie moins de trente-cinq ans, pour ses œuvres ¿Quién puede borrar las huellas ? et Himenoplastia
- 2007 : Premier prix, 5e édition Inquieta Imagen du Museo de Arte y Diseño Contemporáneo (MADC) de San José, Costa Rica, pour ses œuvres Ablución et XX
- 2010 : Premier prix, Juannio, Guatemala, pour son œuvre Alarma
- 2011 : Grand Prix, 29e Biennale des Arts graphiques de Ljubljana, pour ses œuvres Confesión, Caparazón et Móvil
- 2011 : Prix du Prince Claus, Pays-Bas